# Eupithecia dealbata
Eupithecia dealbata es una especie de polilla de la familia Geometridae. La especie fue descrita por primera vez por Hiroshi Inoue habiendo sido descrita en 1988, con distribución en la República de China. El holotipo de la especie fue descrita en los alrededores de Fenchihu, Chiai Hsien a una altitud de 1600 metros (5249,3 pies).